# Max Carl Wilhelm Weber
Max Carl Wilhelm Weber (ur. 1852, zm. 1937) – holendersko-niemiecki zoolog.
Wprowadził koncepcję linii Webera, tzn. propozycję linii granicznej między dwiema krainami zoogeograficznymi, australijską i orientalną. Badacz wyznaczył ją mniej więcej równolegle do linii Lydekkera, na zachód od niej, a na wschód od linii Walace’a.
Był członkiem zagranicznym Royal Society oraz Królewskiej Holenderskiej Akademii Sztuk i Nauk.